# Інченково (селище)
Інченко́во (рос. Инченково) — селище у складі Прокоп'євського округу Кемеровської області, Росія.

## Населення
Населення — 55 осіб (2010; 89 у 2002).
Національний склад (станом на 2002 рік):
- росіяни — 87 %